# Köglerova naučná stezka
Köglerova naučná stezka je nejstarší přírodovědnou naučnou stezkou v Čechách. Leží ve Šluknovském výběžku v severní části okresu Děčín mezi městem Krásná Lípa a východním okrajem Národního parku České Švýcarsko. V seznamu tras KČT má číslo 9382.

## Historie
Přírodovědnou vycházkovou trasu vyznačil Rudolf Kögler ze Zahrad u Krásné Lípy po několikaleté přípravě na počátku 40. let 20. století. 

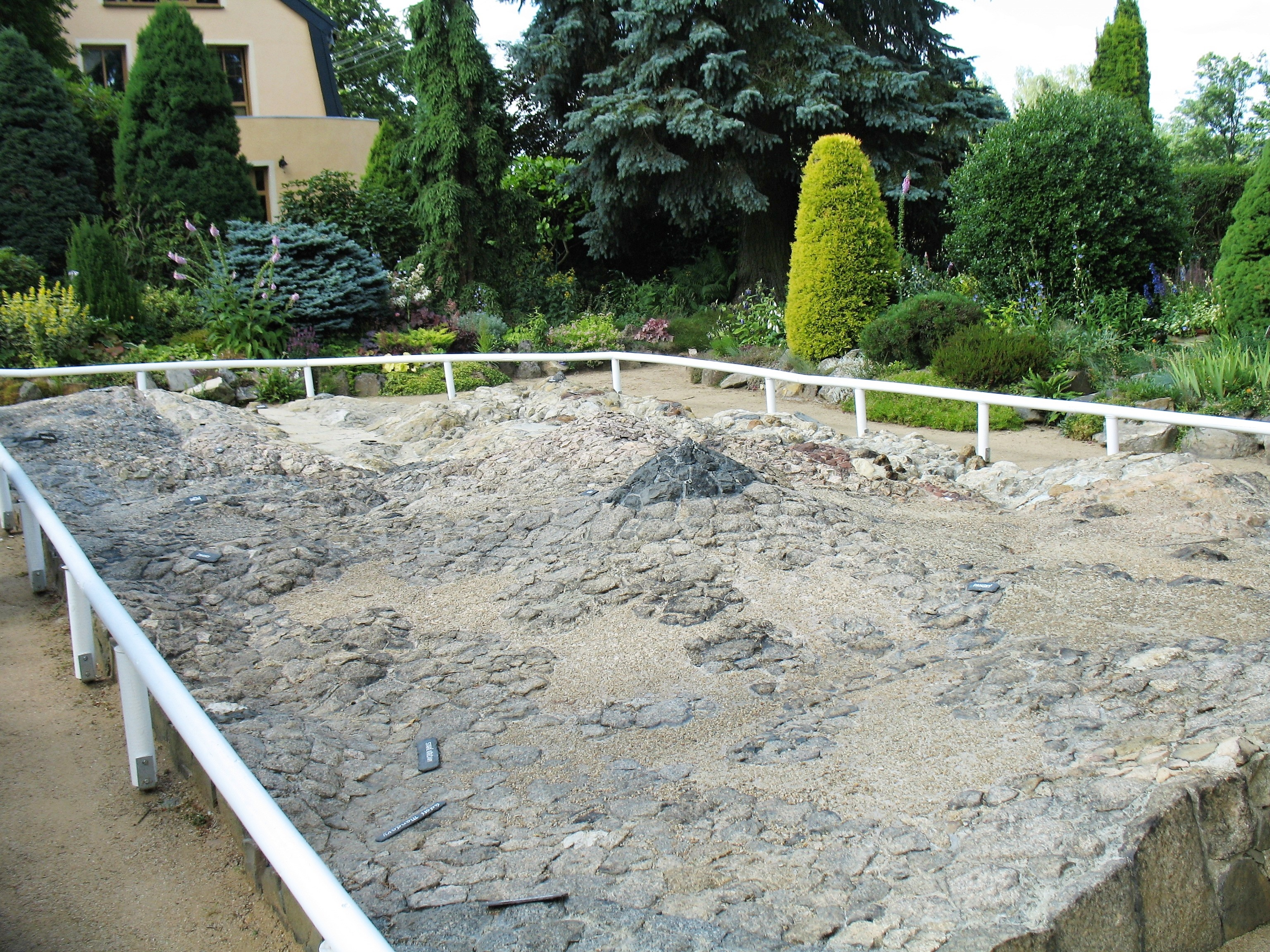
Geologická mapa u domu čp. 30 v Zahradách

Již v roce 1935 vybudoval na svém pozemku unikátní geologickou plastickou mapu a společně s alpinem ji v roce 1937 otevřel veřejnosti. Tato reliéfní geologická mapa, sestavená z místních hornin, která je zapsaná na seznamu kulturních památek, je součástí naučné stezky. Poté začal s tvorbou vycházkové přírodovědné stezky. Kromě autora se na ní finančně podílely dva turistické spolky a některé obce z regionu, přispěli i dobrovolní dárci. První slavnostní průchod stezkou se uskutečnil 12. října 1941. 
Trasa v délce 12 km vedla od Vápenky u Doubice přes Kyjov a Kyjovské údolí do obce Vlčí Hora. Rudolf Kögler ji vždy na počátku jara znovu osazoval 70 dřevěnými, precizně provedenými informačními tabulemi a ukazateli s německými texty. Osobně provázel zájemce o průchod stezkou, výklad o přírodních zajímavostech poskytovali i další odborníci. Stezka byla v provozu až do jara 1945. 
Po válce se Köglerovi obnovit stezku nepodařilo, přestože začal připravovat českou verzi informačních tabulí. V roce 1949 však neočekávaně zemřel.

## Obnova
Teprve v r. 2003 začala příprava obnovy stezky, a to v rozšířené podobě. Dokončena byla v roce 2006 a slavnostně otevřena 13. srpna 2006. Město Krásná Lípa ji zřídilo v rámci projektu „Centrum Českého Švýcarska“ s finanční podporou Evropské unie a Ministerstva pro místní rozvoj ČR za spolupráce s potomky R. Köglera, správami chráněných oblastí a řadou dalších institucí.

## Trasa
Stezka je okružní o délce cca 23 km. Začíná a končí v Krásné Lípě za Domem Českého Švýcarska. Zahrnuje v sobě celou původní dvanáctikilometrovou trasu a je osazena zhruba čtyřmi desítkami informačních tabulí v češtině i němčině. Dalšími výchozími místy jsou Vápenka, Kyjov a Vlčí Hora. Část trasy (Kyjovské údolí a od Kamenného vrchu k Vlčí Hoře) prochází Národním parkem České Švýcarsko.

Z východiště na krásnolipském náměstí trasa vede přes městský park a lesopark, odbočuje severozápadně směrem na Kamennou Horku a pak se stáčí znovu na jih k přírodní rezervaci Vápenka. Odtud až do Vlčí Hory s malými odchylkami kopíruje původní trasu ze 40. let., tj. severně do rekreační osady Kyjov a po výstupu na pískovcové skály s Kyjovským hrádkem a sestupu do Kyjovského údolí k říčce Křinice se vrací ke Kyjovu; pokračuje na sever pod Kamenný vrch a do Vlčí Hory. Z obce výstup k rozhledně na Vlčí hoře. Poté jihovýchodním směrem přes Zahrady, Sněžnou a hrádek Krásný Buk se vrací do Krásné Lípy.

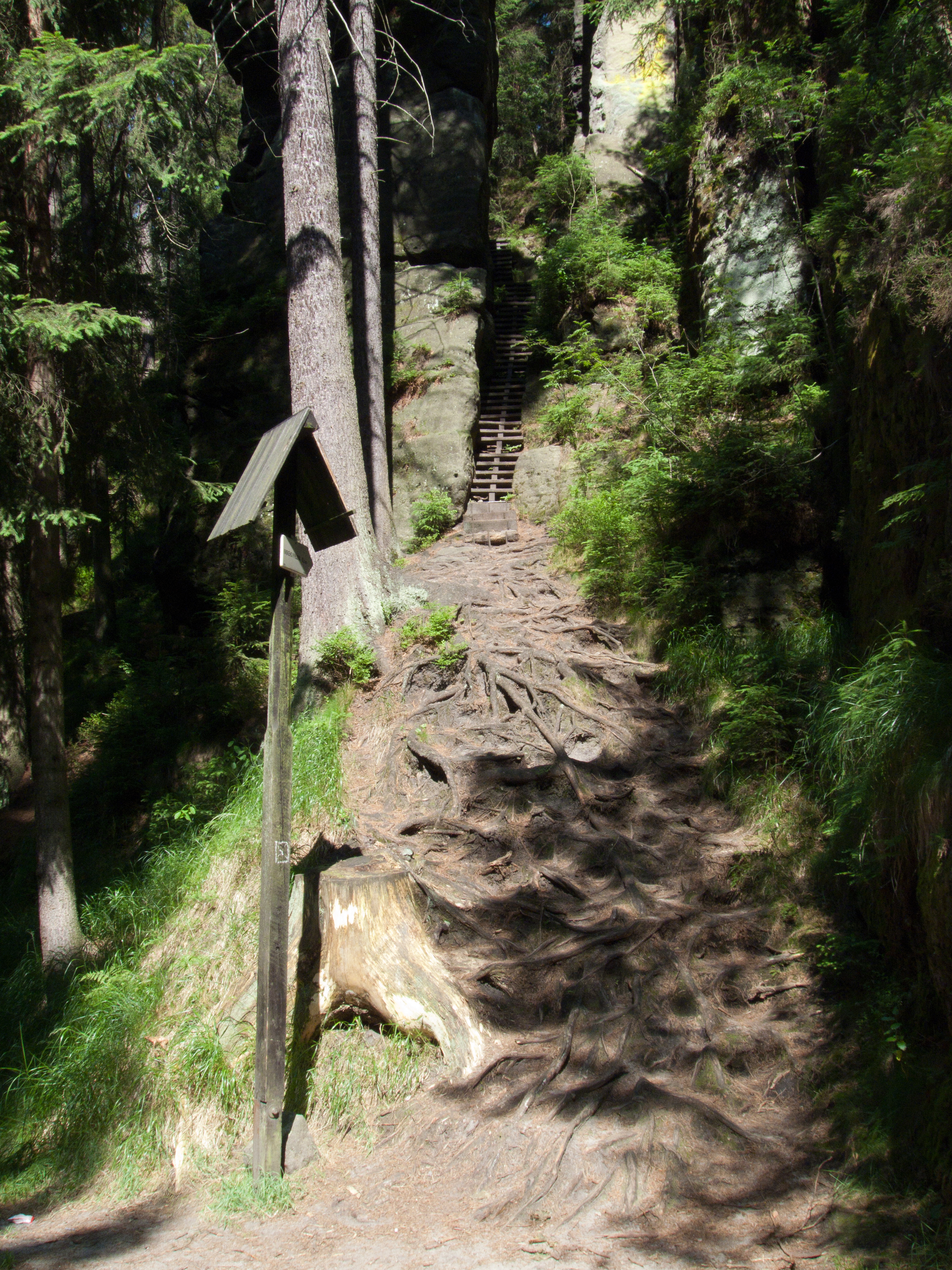
Kyjovské údolí na trase stezky

## Informační panely
Na trase stezky je umístěno 39 informačních panelů (v závorce číslo):
- Mezi východišti Krásná Lípa a Vápenka: Městský park – Horniny Krásnolipska – Rybník Oko – Carl Dittrich (hrobka průmyslníka a mecenáše) – Rododendronová vyhlídka – Lesopark – Šluknovský výběžek (geologie oblasti) – Räumichty (lesní pozemky přetvářené k zemědělskému využití) – Využití dřeva (zde na ukázku zhotoven milíř a stromový xylofon).
- Mezi východišti Vápenka a Kyjov: (10) Lužický zlom (význačný třetihorní geologický zlom) – Vápenka (těžba jurského vápence) – Význačné druhy (rostlin a živočichů) – Maškův vrch (rumburská žula) – Prokřemenělý pískovec – Lesní škůdci – Peškova stráň (další výskyt jurských vápenců) – Ovocné stromy – Čedič s amfibolitem.
- Mezi východišti Kyjov a Vlčí Hora: Kyjov – Labské pískovce – Lidé v pískovcích (nejstarší osídlení) – Skalní řícení (jeskyně Vinný sklep) – (23) Křinice (říčka a její živočichové) – Dixův mlýn – Bělidla – Jehličnaté stromy – Listnaté stromy – (28) Tektonická zrcadla (geolog. úkaz podél lužického zlomu) – Středověké sklářství – (30) Perm (permské uloženiny podél lužického zlomu) – Žulové horniny.
- Mezi východišti Vlčí Hora a Krásná Lípa: (32) Obec Vlčí Hora – (33) Čedičové vyvřeliny – (34) Veroničina studánka (ve svahu Vlčí hory) – (35) Geologická mapa (technické dílo R. Köglera v obci Zahrady) – (36) Sněžná (osada) – (37) Hrad Schönbuch (Krásný Buk, zřícenina) – (38) Krásný Buk (osada) – (39) Podstávkové domy (lidová architektura).